# Helmut Krause (Maler, 1906)
Helmut Krause (* 17. Februar 1906 in Jena; † 15. April 1978 ebenda) war ein deutscher Maler und Grafiker.

## Leben und Werk
Krause nahm in Jena in der Volkshochschule bei Christoph Natter Zeichenunterricht. Bis 1926 absolvierte er eine Lehre als Buchhändler. Von 1926 bis 1931 studiert er in Weimar bei Walter Klemm an der Staatlichen Bauhochschule und Hochschule für Handwerk und Baukunst (ab 1930 Staatliche Hochschule für Baukunst, bildende Künste und Handwerk). Danach lebte er als freischaffender Künstler in Jena. Er war befreundet mit Rudolf Lemke, mit dem er 1930 eine Reise nach Jugoslawien unternahm.
Nach der Teilnahme am Zweiten Weltkrieg und der Kriegsgefangenschaft arbeitet er wieder in Jena als freischaffender Künstler. Er war Mitglied des Verbands Bildender Künstler der DDR. Bilder Krauses befinden sich u. a. in der Sammlung der Städtischen Museen Jena.

## Werke (Auswahl)

### Hinterglasmalerei
- Nächtliche Innenstadt (20 × 41 cm; Städtische Museen Jena; Inv. VI 1539)[3]
- Rezitation (52 × 30 cm; Städtische Museen Jena; Inv. VI 1540)[3]
- Diskussion (um 1950, 12 × 15 cm; Städtische Museen Jena; Inv. 22 678)[3]

- Jenaer Glasbläser bei der Arbeit (um 1950/1952, 70 × 58 cm; Städtische Museen Jena)[4]

### Malerei und Zeichenkunst
- Prof. Dr. Rudolf Lemke (um 1950, Öl, 48 × 27 cm)[5]

- Studenten im Laboratorium (1953)[6][7]

## Ausstellungen (unvollständig)
- 1974: Gera, Bezirkskunstausstellung